# Centinelas del silencio
Centinelas del silencio es un cortometraje de 1971 sobre las antiguas civilizaciones mexicanas. La película fue dirigida y escrita por el cineasta húngaro Robert Amram y producida por el mexicano Manuel Arango, con las narraciones de Orson Welles en inglés y Ricardo Montalbán en español. Es el único cortometraje en ganar dos Premios Óscar.

## Argumento
Centinelas del silencio ofrece en 18 minutos una visita aérea en helicóptero de las ruinas arqueológicas de México donde se incluyen sitios como Teotihuacán, Monte Albán, Mitla, Tulum, Palenque, Chichén Itzá y Uxmal. La narración de la película detalla la cultura maya precolombina, centrándose en sus logros en las matemáticas y la astronomía, luego se pregunta cómo y por qué la sociedad maya desapareció, dejando atrás sus estructuras como los centinelas silenciosos.

## Producción
Centinelas del silencio fue lanzado en dos versiones, una con Orson Welles con la narración en inglés y Ricardo Montalbán con la narración en español.  Ambas versiones incluyen una partitura sinfónica por Mariano Moreno. Paramount Pictures adquirió esta producción para su presentación en salas de Estados Unidos.

## Premios Óscar
Centinelas del silencio ganó dos Premios Óscar en 1972; uno para mejor cortometraje y otro para mejor documental corto. Esta fue la única vez que un cortometraje ganó dos premios Óscar en dos categorías. A partir de ese momento, se cambiaron las reglas de forma que los cortometrajes deben presentarse al concurso en una sola categoría.